# Lilith (tidskrift)
Lilith är en amerikansk anarkafeministisk tidskrift som sedan 1969 utges av den Seattlebaserade organisationen Women's Majority Union. I samband med utgivningen av tidningens första nummer publicerade man Liliths manifest som avslutades med de berömda orden "Makten till ingen och till alla. Till var och en makten över sitt eget liv och inga andras."
Tidningens namn syftar tillbaka på den mytologiska gestalten Lilit som enligt judisk mytologi vägrade underordna sig Adam och framhärdade i sin jämlikhet.